# ليسوم كبير الزهر
ليسوم كبير الزهر (الاسم العلمي:Illicium macranthum) هو نوع نباتي يتبع جنس الليسوم من فصيلة الشزندرية.